# Montigny-le-Gannelon
Montigny-le-Gannelon era una comuna francesa situada en el departamento de Eure y Loir, de la región de Centro-Valle de Loira, que el uno de enero de 2017 pasó a ser una comuna delegada de la comuna nueva de Cloyes-les-Trois-Rivières al fusionarse con las comunas de Autheuil, Charray, Cloyes-sur-le-Loir, Douy, La Ferté-Villeneuil, Le Mée, Romilly-sur-Aigre y Saint-Hilaire-sur-Yerre.

## Demografía
| Gráfica de evolución demográfica de Montigny-le-Gannelon entre 1800 y 2014 |
|                                                                            |

Los datos demográficos contemplados en este gráfico de la comuna de Montigny-le-Gannelon se han cogido de 1800 a 1999 de la página francesa EHESS/Cassini, y los demás datos de la página del INSEE.